# Uromyrtus billardierei
Uromyrtus billardierei là một loài thực vật có hoa trong Họ Đào kim nương. Loài này được (Seem.) A.J.Scott miêu tả khoa học đầu tiên năm 1979.